# Verwaltungsgemeinschaft Kläden

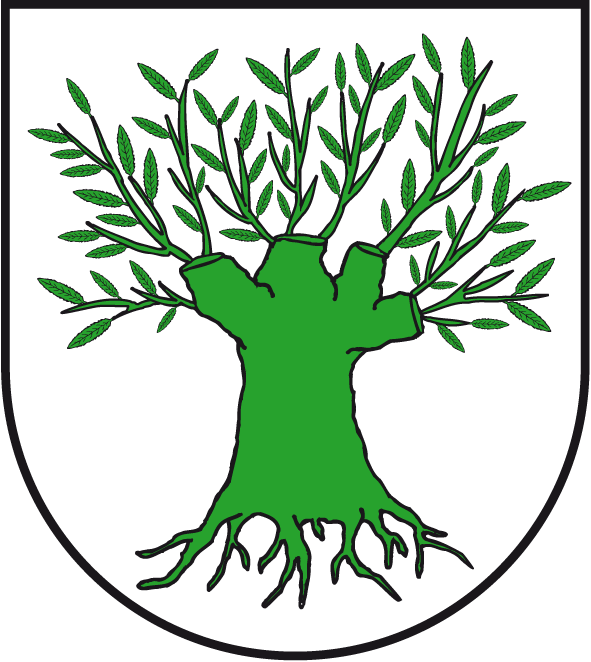
Wappen der VG Kläden

Die Verwaltungsgemeinschaft Kläden war eine Verwaltungsgemeinschaft im Landkreis Stendal in Sachsen-Anhalt und hatte ihren Sitz in Kläden.

## Mitgliedsgemeinden
| - Badingen - Dobberkau - Garlipp - Grassau - Hohenwulsch - Kläden - Käthen | - Querstedt - Schernikau - Schinne - Schorstedt - Schäplitz - Steinfeld (Altmark) |

## Geschichte
Die Verwaltungsgemeinschaft Kläden wurde 1991 durch den freiwilligen Zusammenschluss von dreizehn Gemeinden gegründet. Sie wurde zum 1. Januar 2005 aufgelöst und die Gemeinden wurden in die neu gegründete Verwaltungsgemeinschaft Bismark/Kläden eingegliedert.

## Politik

### Wappen
Blasonierung: „.“
Das Wappen wurde 1996 vom Kommunalheraldiker Jörg Mantzsch gestaltet und ins Genehmigungsverfahren geführt.